# Староцурухайтуйское сельское поселение
Староцурухайтуйское се́льское поселе́ние — муниципальное образование в Приаргунском районе Забайкальского края Российской Федерации.
Административный центр — село Староцурухайтуй.
24 июля 2020 года упразднено в связи с преобразованием Приаргунского муниципального района в муниципальный округ.

## История
Статус и границы сельского поселения установлены Законом Читинской области от 19 мая 2004 года «Об установлении границ, наименований вновь образованных муниципальных образований и наделении их статусом сельского, городского поселения в Читинской области».
Закон Забайкальского края от 25 декабря 2013 года № 922-ЗЗК «О преобразовании и создании некоторых населенных пунктов Забайкальского края»:

## Население
| 2010 | 2011 | 2012 | 2013 | 2014 | 2015 | 2016 |
| ---- | ---- | ---- | ---- | ---- | ---- | ---- |
| 963  | ↘961 | ↘948 | ↘947 | ↘933 | ↗959 | ↘944 |
| 2017 | 2018 | 2019 | 2020 |      |      |      |
| ↘941 | ↘932 | ↘928 | ↘923 |      |      |      |

## Состав сельского поселения
| № | Населённый пункт    | Тип населённого пункта       | Население |
| - | ------------------- | ---------------------------- | --------- |
| 1 | Староцурухайтуй     | село, административный центр | ↘896      |
| 2 | Староцурухайтуй 2-й | село                         |           |